# Grand Prix de l'Escaut 2022
Pour la course féminine, voir Grand Prix de l'Escaut féminin 2022.
La 110e édition du Grand Prix de l'Escaut (en néerlandais : Scheldeprijs) a lieu le 6 avril 2022 en Belgique. Cette course cycliste fait partie du calendrier UCI ProSeries 2022 en catégorie 1.Pro.

## Présentation

### Parcours
Le départ a lieu à Terneuzen aux Pays-Bas et l'arrivée à Schoten en Belgique (province d'Anvers) après un parcours plat de 198,7 kilomètres. Les coureurs passent la frontière belgo-néerlandaise après 72 kilomètres. La course se termine par un circuit local de 16,7 kilomètres à accomplir trois fois. Ce circuit passe par la Broekstraat, un secteur pavé de 1700 mètres et la ligne d’arrivée se situe sur la Churchilllaan à Schoten, dans la banlieue nord-est de la ville d'Anvers.

### Équipes
Vingt-quatre équipes participent à ce Grand Prix de l'Escaut - douze WorldTeams, neuf ProTeams et trois équipes continentales :
| WorldTeams (9)- Bora-Hansgrohe - Cofidis - Intermarché-Wanty-Gobert Matériaux - Lotto-Soudal - Quick-Step Alpha Vinyl - BikeExchange-Jayco - Team DSM - Trek-Segafredo - UAE Team Emirates ProTeams (9)- Alpecin-Fenix - Arkéa-Samsic - B&B Hotels-KTM - Bardiani-CSF-Faizanè - Bingoal Pauwels Sauces WB - Sport Vlaanderen-Baloise - Team Novo Nordisk - TotalEnergies - Uno-X Pro Cycling Team Équipes continentales (3)- BEAT Cycling - EvoPro Racing - Minerva Cycling Team |
| |

### Favoris
La victoire sur cette course au profil plat revient régulièrement à un sprinteur. Le plus cité parmi les favoris est le Néerlandais Fabio Jakobsen (Quick-Step Alpha Vinyl). Il doit toutefois se méfier du duo de l'équipe Alpecin-Fenix constitué par les Belges Tim Merlier et Jasper Philipsen ainsi que du jeune sprinteur belge de l'équipe Lotto-Soudal Arnaud De Lie. Sans oublier d'autres sprinteurs comme le Français Nacer Bouhanni (Arkéa-Samsic), le Norvégien Alexander Kristoff (Intermarché Wanty Gobert), l'Allemand Pascal Ackermann (UAE Emirates) et le Néerlandais Dylan Groenewegen (BikeExchange).

## Récit de la course
Après environ une heure de course, à la suite de bordures, le peloton se scinde en plusieurs groupes. Le groupe de tête qui compte à l'origine 16 hommes est poursuivi par un groupe de chasse comprenant plus ou moins le nombre de coureurs. Au fil des kilomètres, l'écart entre ces deux groupes oscille entre 30" et 1'30" . Le groupe de tête réduit à treize unités comprend dans ses rangs quelques favoris comme les Belges Tim Merlier et Jasper Philipsen (Alpecin Fenix), l'Irlandais Sam Bennett (Bora Hansgrohe) et le Norvégien Alexander Kristoff (Intermarché Wanty Gobert). Au moment de franchir la ligne d'arrivée de Schoten pour l'avant-dernière fois (16,5 km à accomplir), les hommes de tête ont porté leur avance à plus de deux minutes et vont se jouer la victoire. Dans le dernier tour, plusieurs attaques tentent de faire exposer le groupe mais en vain. À 7,5 kilomètres de l'arrivée, Kristoff attaque à son tour, réussit à s'isoler en tête et, profitant de la rivalité de ses adversaires, creuse un écart suffisant pour franchir la ligne d'arrivée comme vainqueur en solitaire.

## Classements

### Classement final
| \| Classement général \| Classement général \| Classement général \| Classement général \| Classement général \| \| Coureur \| Coureur \| Pays \| Équipe \| Temps \| \| ------------------ \| ------------------ \| ------------------ \| ---------------------------------- \| ------------------ \| \| 1er \| Alexander Kristoff \| Norvège \| Intermarché-Wanty-Gobert Matériaux \| 4 h 06 min 02 s \| \| 2e \| Danny van Poppel \| Pays-Bas \| Bora-Hansgrohe \| + 24 s \| \| 3e \| Sam Welsford \| Australie \| Team DSM \| + 24 s \| \| 4e \| Casper van Uden \| Pays-Bas \| Team DSM \| + 26 s \| \| 5e \| Edward Theuns \| Belgique \| Trek-Segafredo \| + 26 s \| \| 6e \| Kenneth Vanbilsen \| Belgique \| Cofidis \| + 28 s \| \| 7e \| Daniel McLay \| Royaume-Uni \| Arkéa-Samsic \| + 28 s \| \| 8e \| Jasper Philipsen \| Belgique \| Alpecin-Fenix \| + 28 s \| \| 9e \| Tim Merlier \| Belgique \| Alpecin-Fenix \| + 28 s \| \| 10e \| Ryan Mullen \| Irlande \| Bora-Hansgrohe \| + 28 s \| |                    |             |                                    |                 |
| |                    |             |                                    |                 |
| Source : ProCyclingStats |                    |             |                                    |                 |
| Classement général |                    |             |                                    |                 |
| Coureur | Coureur            | Pays        | Équipe                             | Temps           |
| 1er | Alexander Kristoff | Norvège     | Intermarché-Wanty-Gobert Matériaux | 4 h 06 min 02 s |
| 2e | Danny van Poppel   | Pays-Bas    | Bora-Hansgrohe                     | + 24 s          |
| 3e | Sam Welsford       | Australie   | Team DSM                           | + 24 s          |
| 4e | Casper van Uden    | Pays-Bas    | Team DSM                           | + 26 s          |
| 5e | Edward Theuns      | Belgique    | Trek-Segafredo                     | + 26 s          |
| 6e | Kenneth Vanbilsen  | Belgique    | Cofidis                            | + 28 s          |
| 7e | Daniel McLay       | Royaume-Uni | Arkéa-Samsic                       | + 28 s          |
| 8e | Jasper Philipsen   | Belgique    | Alpecin-Fenix                      | + 28 s          |
| 9e | Tim Merlier        | Belgique    | Alpecin-Fenix                      | + 28 s          |
| 10e | Ryan Mullen        | Irlande     | Bora-Hansgrohe                     | + 28 s          |

### Classements UCI
La course attribue des points au classement mondial UCI 2022 selon le barème suivant :
| Position           | 1er | 2e  | 3e  | 4e  | 5e | 6e | 7e | 8e | 9e | 10e | 11e | 12e | 13e | 14e | 15e | 16e à 30e | 31e à 40e |
| Classement général | 200 | 150 | 125 | 100 | 85 | 70 | 60 | 50 | 40 | 35  | 30  | 25  | 20  | 15  | 10  | 5         | 3         |